# Calvin Fowler
Calvin Bernard "Cal" Fowler (Pittsburgh, 11 de fevereiro de 1940 — Burlington, 5 de março de 2013) foi um basquetebolista estadunidense  que integrou a seleção estadunidense na conquista da medalha de ouro disputada nos XIX Jogos Olímpicos de Verão realizados na Cidade do México em 1968. Foi também campeão do no torneio de basquetebol dos V Jogos Pan-Americanos de Winnipeg em 1967. Jogou na Liga AAU pelo Akron Wingfoots e na ABA pelo Carolina Cougar (1969-1970), após se retirar das quadras trabalhou com vendas e marketing da Adidas e posteriormente foi funcionário dos Correios.